# Museo Arqueológico de Susa
El Museo Arqueológico de Susa es un museo tunecino ubicado en la ciudad de Susa, la antigua Hadrumetum. Posee la colección más grande de mosaicos de Túnez después de la del Museo Nacional del Bardo.

## Historia
El Museo Arqueológico de Susa se fundó en 1951 y ocupa una parte de la antigua qasbah de Susa construida a partir del siglo ix. Ubicado sobre la actual avenida del mariscal Tito, reemplaza una estructura más pequeña que existía en la villa europea.

## Colecciones
Comprende una de entidad colección de mosaicos romanos que cubre un periodo que va del siglo ii al iv así como de objetos —estatuillas de terracota, estelas, exvotos, alfarerías, ajuar funerario, etc.— provenientes de los excavaciones arqueológicos realizadas sobre los lugares antiguos de la región del Sahel tunecino, principalmente los antiguas ciudades de Hadrumetum (Susa sobre todo al nivel de sus catacumbas), de Tisdras (actual El Djem) y Salakta.
Entre los más hermosos mosaicos del museo figuran una cabeza de Medusa, pieza del siglo II que representa este ser mitológico con una decoración de escamas radiantes que recuerdan el poder hipnótico de Medusa, el Triunfo de Baco, tal vez la más hermosa pieza del museo, donde se ve el dios romano del vino sobre un carro rodeado de la Victoria y de una bacante, o incluso Zeus secuestra a Ganímedes bajo la apariencia de una águila.
El museo conserva un baptisterio descubierto en Bekalta y datado en el siglo vi.

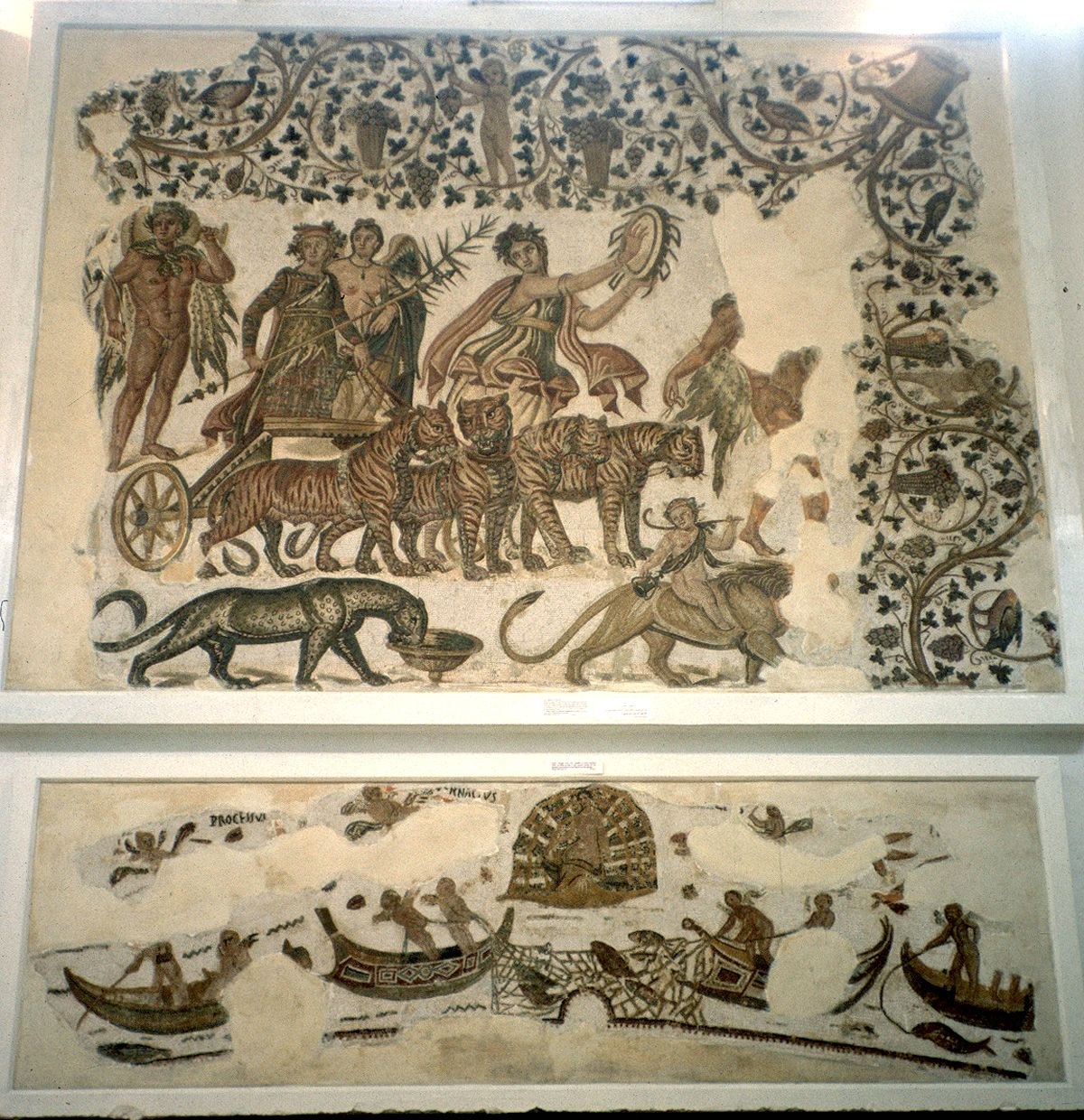
Triunfo de Baco
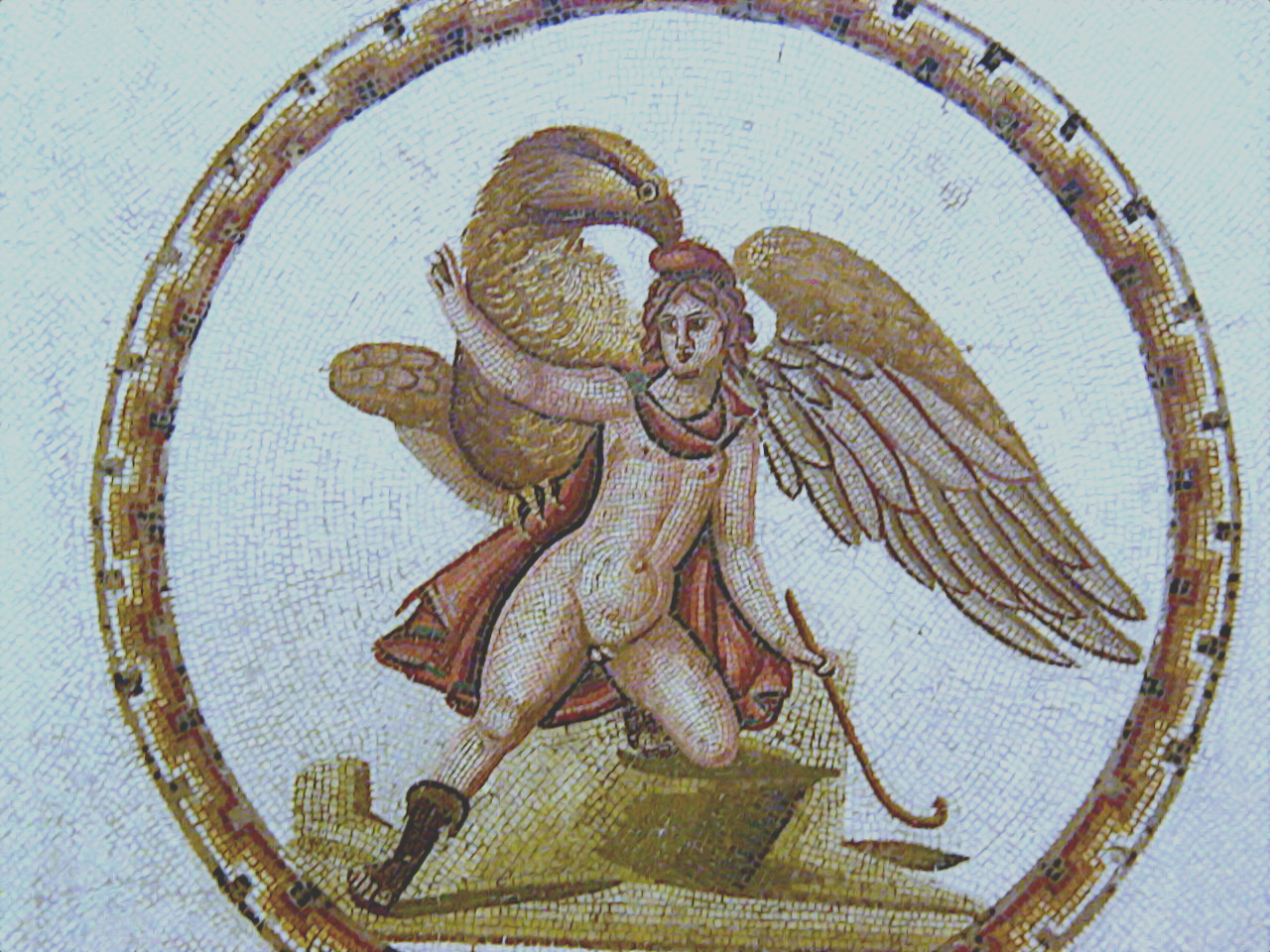
Zeus quitando Ganímedes
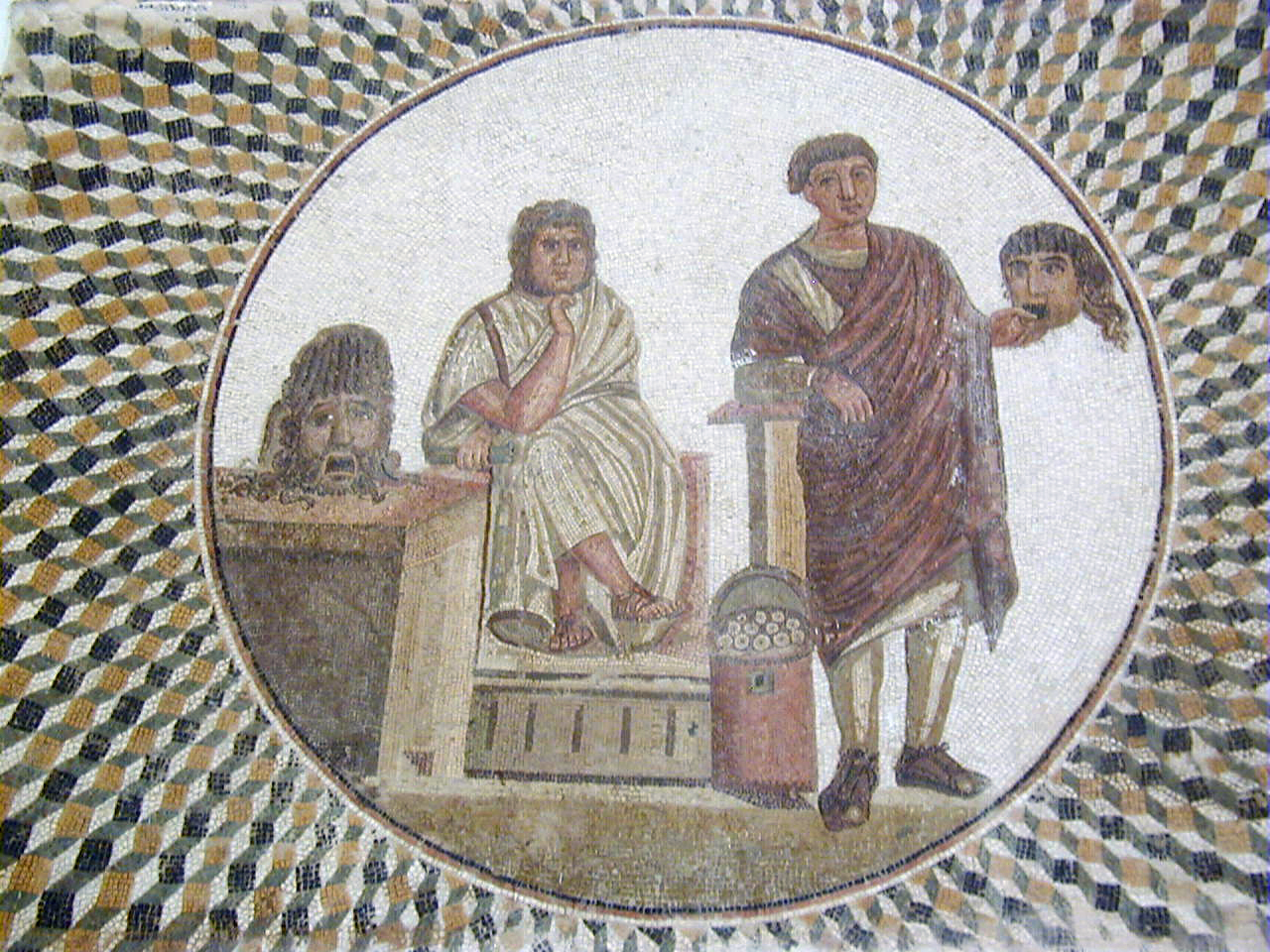
Máscaras de teatro
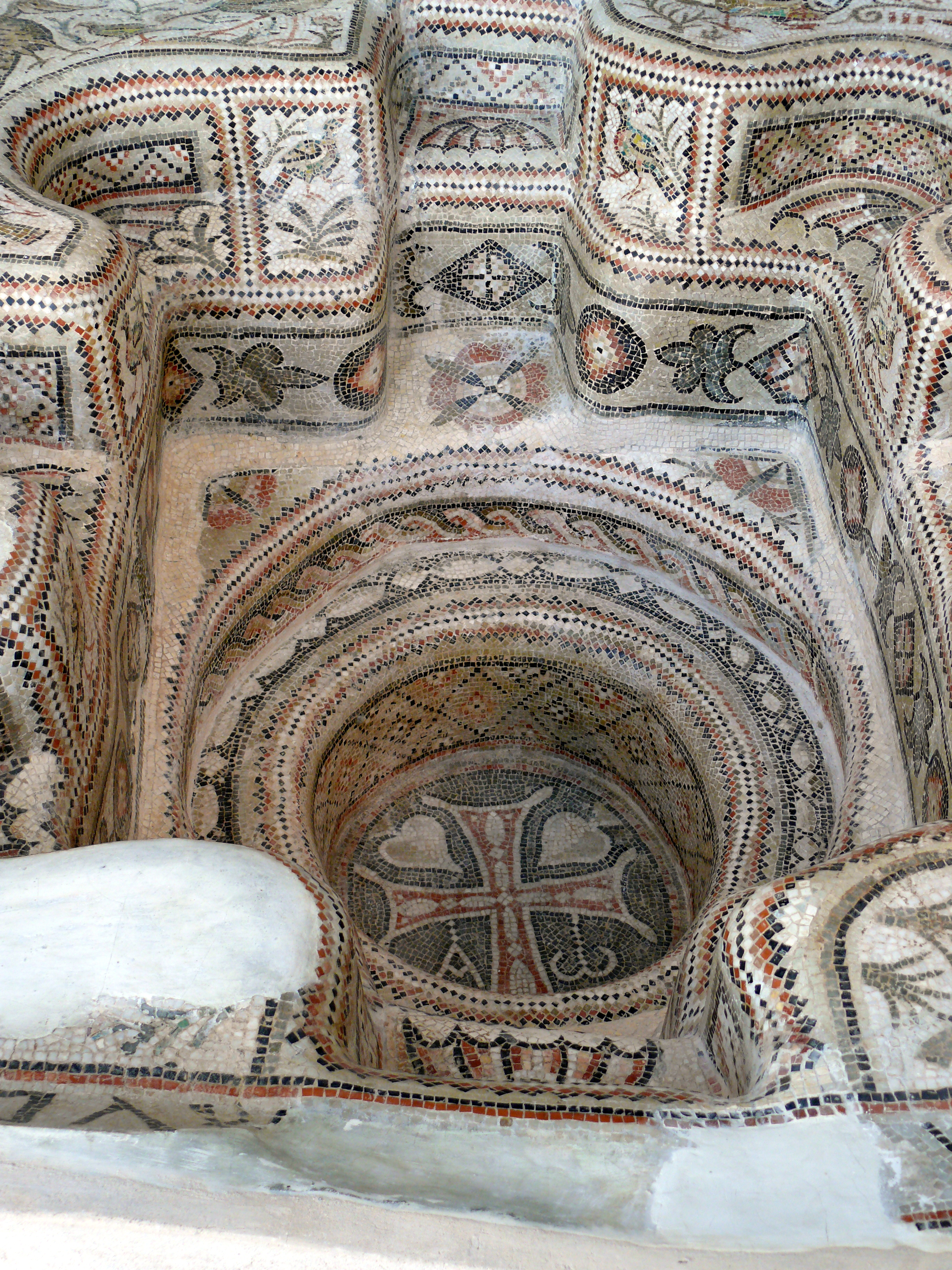
Fuente bautismal de época bizantina (siglo VI)